# Eugryllacris fuscotessellata
Eugryllacris fuscotessellata är en insektsart som först beskrevs av Heinrich Hugo Karny 1926.  Eugryllacris fuscotessellata ingår i släktet Eugryllacris och familjen Gryllacrididae. Inga underarter finns listade i Catalogue of Life.